# Eriocephalus spinescens
Eriocephalus spinescens là một loài thực vật có hoa trong họ Cúc. Loài này được Burch. mô tả khoa học đầu tiên năm 1822.